# Venejan
Venejan (en francès Vénéjan) és un municipi francès situat al departament del Gard i a la regió d'Occitània.